# Prevalje
Prevalje je město a správní středisko stejnojmenné občiny ve Slovinsku v Korutanském regionu. Nachází se u řeky Meži, asi 14 km severozápadně od Slovenj Gradce a asi 96 km severovýchodně od Lublaně. V roce 2019 zde trvale žilo 4 601 obyvatel. Prevalje spolu s městem Ravne na Koroškem tvoří souměstí.
Městem prochází silnice 112. Sousedními městy jsou Mežica a Ravne na Koroškem.